# Kastell Cristești

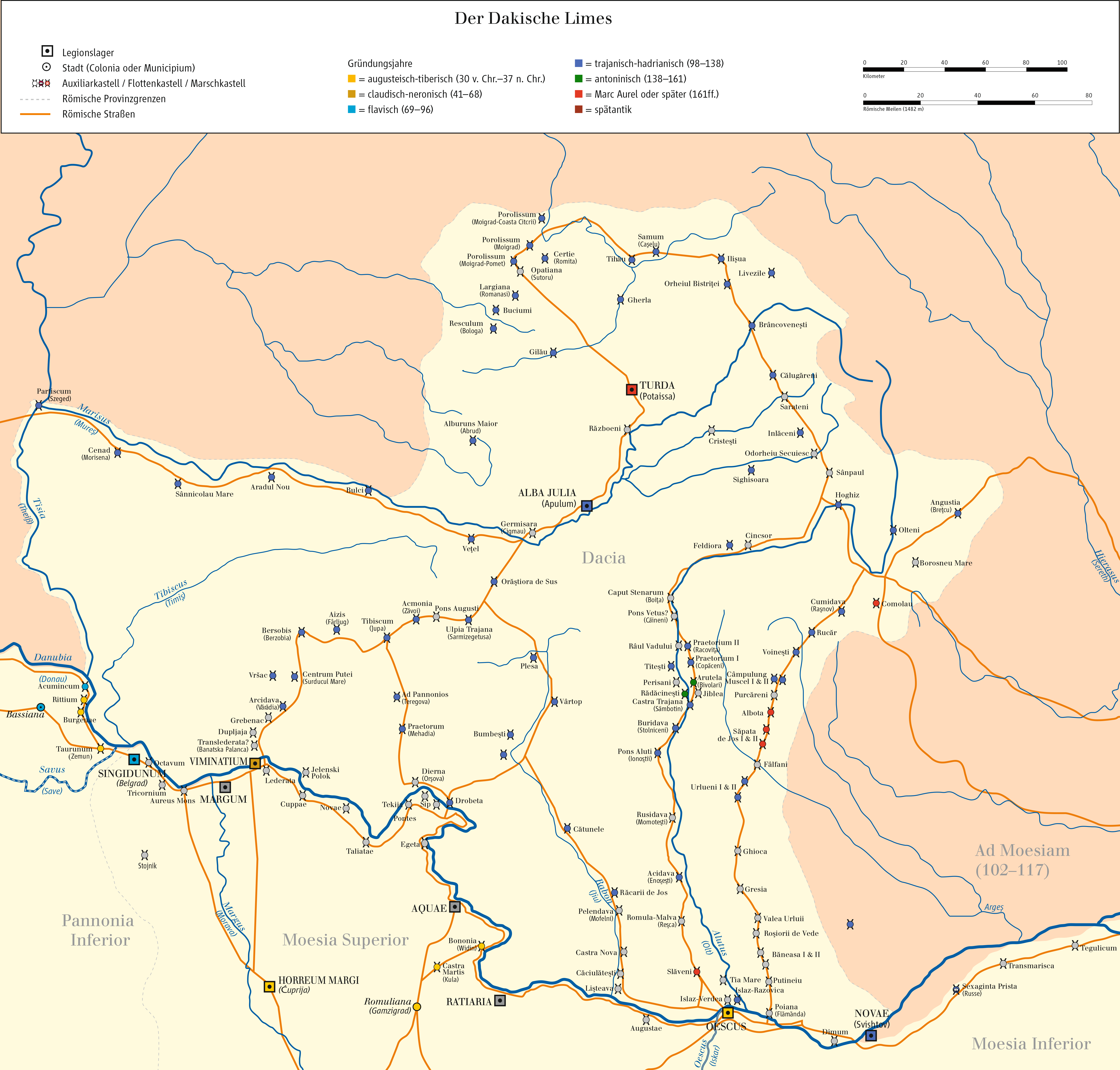
Kastell Cristești im Verlauf der dakischen Limites

Das Kastell Cristești (möglicherweise identisch mit dem bei Claudius Ptolemäus gelisteten Sangidava) ist ein vermutetes, ehemaliges römisches Hilfstruppenlager auf dem Gebiet der Gemeinde Cristești im rumänischen Kreis Mureș. In antiker Zeit wäre es ein Binnenkastell gewesen, das administrativ zur Provinz Dacia superior bzw. später zur Dacia Apulensis gehört hätte.

## Forschungsgeschichte
Erstmals erwähnt wurden römische Spuren in Cristești 1851 von Ferdinand Neigebaur. Dass es sich um eine Siedlungsstelle nebst Anbindung an die damals noch wahrnehmbare Römerstraße handelte, wurde um 1870 durch Karl Gooß den Jüngeren deutlich gemacht. Deák Farkas führte 1882 einige Untersuchungen durch, bei denen erstmals ein Ziegel mit einer Inschrift der Ala I Bosporanorum gefunden wurde, womit ein erstes Indiz für eine militärische Präsenz an diesem Ort gegeben war. Der Verdacht erhärtete sich 1886, als ein Militärdiplom aus dem Jahre 158 sowie weitere Inschriften dieser Ala entdeckt wurden.
Die Untersuchungen seitdem führten zwar nicht zu der erhofften Lokalisierung des Kastells, aber zur Entdeckung eines bedeutenden zivilen Töpfereizentrums aus römischer Zeit. So ist trotz der zahlreichen epigraphischen Funde die militärische Nutzung des Platzes nicht sicher belegt. Es wurde vermutet, das Kastell könnte möglicherweise den Fluten des Mureș zum Opfer gefallen und im Laufe der Jahrhunderte erodiert sein.

## Truppen
Die meisten in Cristești gefundenen Inschriften nennen die Ala I Bosporanorum. Auch wenn diese Einheit noch an anderen Orten Dakiens nachgewiesen worden ist, so im Kastell Vețel und im Kastell Cigmău, bleibt doch festzuhalten, dass Ziegelstempel dieser Ala ausschließlich in Cristești vorkommen. Weitere Stempel aus Cristești mit den Inschriften AL I B, L I B und A P B wurden der Ala I Batavorum zugeschrieben, könnten aber auch zu Ala I Bosporanorum aufgelöst werden. Daneben finden sich Stempel der Legio V Macedonica, was die Anwesenheit einer Vexillation dieses Verbandes möglich erscheinen lässt.

## Dakoromanischer Vicus
Die archäologischen Befunde weisen auf eine Siedlung des zweiten und dritten Jahrhunderts, die offenbar ein wohlhabendes und bedeutendes dakoromanisches Handwerker-, insbesondere ein Töpfereizentrum gewesen sein muss. Im Kontext zahlreicher Gebäude wurden Töpferöfen, aber auch Spuren von Glas-, Metall- und Steinverarbeitung festgestellt. Das Fundmaterial ist vielfältig und von hoher Qualität. Auch Landwirtschaft und Viehzucht scheinen im engeren Umland betrieben worden zu sein. Die Reihe der Münzfunde aus Cristești reicht von Trajan (98–117) bis zu Philippus Arabs (244–249).

## Fundverbleib und Denkmalschutz
Die Aufbewahrung und Präsentation der Funde erfolgt im Muzeul de arheologie și istorie (Museum für Archäologie und Geschichte) in Târgu Mureș.
Die gesamte archäologische Stätte steht nach dem 2001 verabschiedeten Gesetz Nr. 422/2001 als historisches Denkmal unter Schutz und ist unter dem LMI-Code MS-I-s-B-15368 in der nationalen Liste der historischen Monumente (Lista Monumentelor Istorice) eingetragen. Zuständig sind das Ministerium für Kultur und nationales Erbe (Ministerul Culturii și Patrimoniului Național), insbesondere das Generaldirektorat für nationales Kulturerbe, die Abteilung für bildende Kunst, die Nationale Kommission für historische Denkmäler sowie weitere, dem Ministerium untergeordnete Institutionen. Ungenehmigte Ausgrabungen sowie die Ausfuhr von antiken Gegenständen sind in Rumänien verboten.